# Michael Jonitz
Michael Jonitz (* 6. August 1982 in Bremen) ist ein deutscher Politiker (CDU) und seit Juni 2023 Mitglied der Bremischen Bürgerschaft.

## Biografie

### Ausbildung, Beruf
Jonitz machte 2001 das Abitur. Er absolvierte 2001/02 den Grundwehrdienst und studierte von 2002 bis etwa 2006 Betriebswirtschaft an der Fachhochschule Oldenburg/Ostfriesland/Wilhelmshaven und der Privaten Hochschule für Wirtschaft und Technik in Vechta. Er war 2006 als Bankkaufmann tätig. Von 2006 bis 2009 absolvierte er den Masterstudiengang Management Consulting an der Universität Oldenburg und der Hochschule Emden/Leer und schloss als Master of Arts ab. Von 2011 bis 2016 war er wissenschaftlicher Mitarbeiter an der Jade Hochschule in Wilhelmshaven sowie von 2007 bis 2010 auch Geschäftsführer der Bremer Business School. Er war 2010/11 Lehrbeauftragter an der Steinbeis-Hochschule Berlin und von 2009 bis 2018 an der Universität Oldenburg. Seit 2016 ist er  Lehrbeauftragter an der Virtuellen Fachhochschule in Jade.
Er wohnte in Bremen-Schwachhausen, Östliche Vorstadt und aktuell in Osterholz.

### Politik
Jonitz wurde 1998 in den Vorstand der Bremer Schülerunion (SU) gewählt und war 2000/02 JU-Vorsitzender in Bremen-Mitte/West. Er ist seit 1997 Mitglied der CDU Bremen und war in der Jungen Union in Bremen in verschiedenen Funktionen aktiv.
Er ist seit 2010 Stellvertretender Vorsitzender im CDU-Kreisverband Bremen-Stadt und seit 2012 Vorsitzender im CDU-Stadtbezirksverband Mitte/Östliche Vorstadt.
Er war von 2001 bis 2003 sachkundiger Bürger und von 2007 bis 2013 Mitglied im Beirat Östliche Vorstadt. Er war 2019 bis 2023 Baudeputierter der Bürgerschaft. Er ist seit 2022 Stellvertretender Vorsitzender der CDU Bremen-Stadt.
Er kandidierte für die CDU 2015 zunächst erfolglos auf Platz 29 für die Bürgerschaft und bei der Bürgerschaftswahl im Mai 2023 auf dem Listenplatz 11.
Er erhielt 649 Personenstimmen und wurde auf dem CDU-Listenplatz zum Mitglied der 21. Bremischen Bürgerschaft gewählt.
Er ist Mitglied der Deputation für Mobilität, Bau und Stadtentwicklung und Sprecher der CDU-Fraktion für diesen Bereich.
Er ist aktuell Sprecher für Mobilitätspolitik der CDU-Fraktion.

## Veröffentlichungen
- Der Mythos des schumpeterschen Unternehmers und die Gegenwart. In: Hilligweg/Kirspel/Kirstges/Kull/Schmoll (Hg.): Jahresband 2020 des Fachbereichs Wirtschaft – Gesammelte Erkenntnisse aus Lehre und Forschung.
- Joseph A. Schumpeter und die Möglichkeitswissenschaft. Eine Entdeckungsreise zu Gemeinsamkeiten, Unterschieden und Gegensätzlichkeiten. In: Hochmann/Graupe/Korbun/Panther/Schneidewind (Hg.): Möglichkeitswissenschaften – Eine Ökonomie mit Möglichkeitssinn, 2019, S. 289–306.
- Die Herausforderungen der Finanzialisierung für den schumpeterschen Unternehmer. In: Hilligweg/Kirspel/Kirstges/Kull/Schmoll (Hg.): Jahresband 2018 des Fachbereichs Wirtschaft – Gesammelte Erkenntnisse aus Lehre und Forschung, S. 97–114.